# سیتارد
سیتارد (به هلندی: Sittard) یک شهر در هلند است که در سیتارد-خلین واقع شده‌است.

## نگارخانه

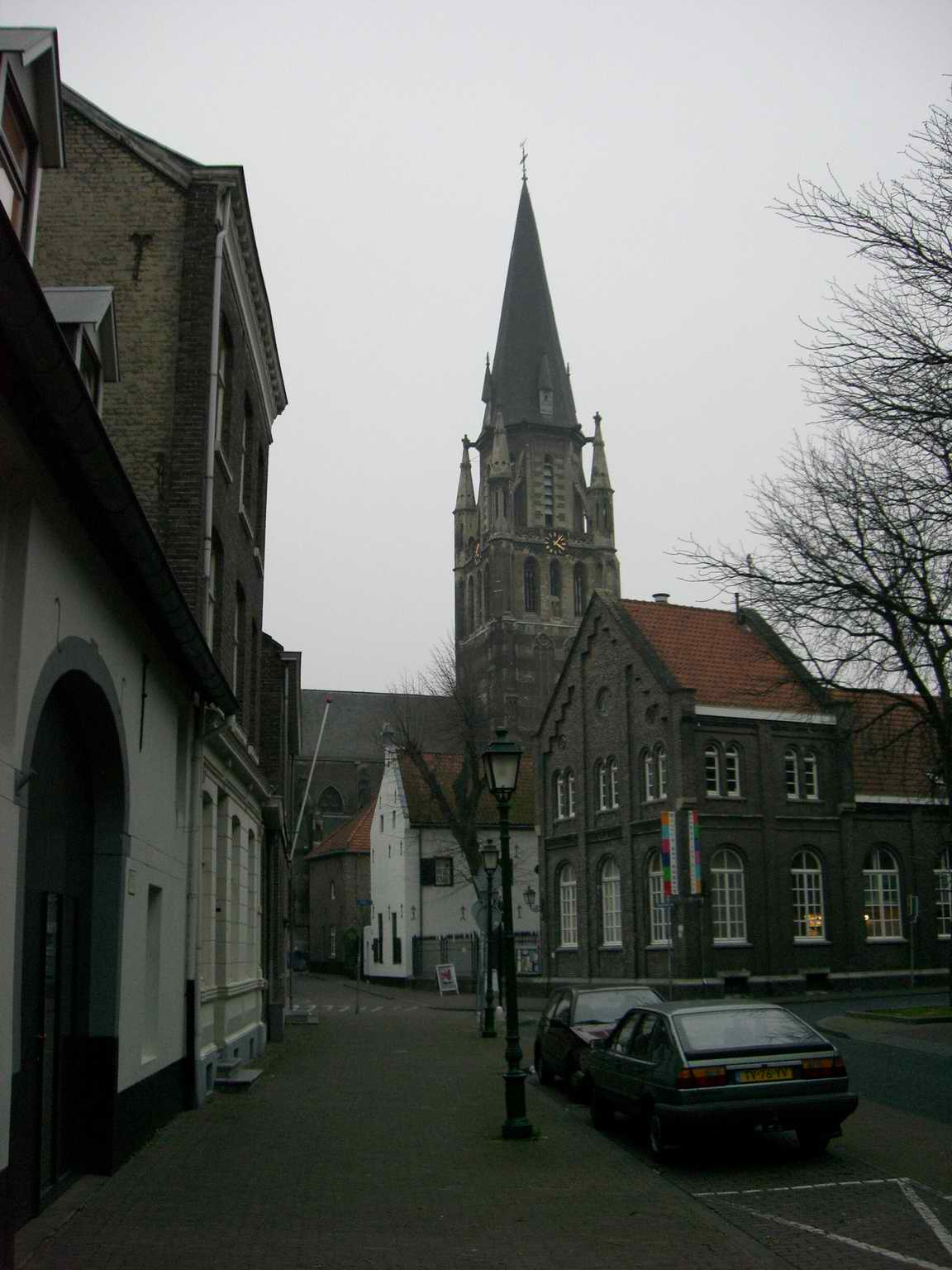
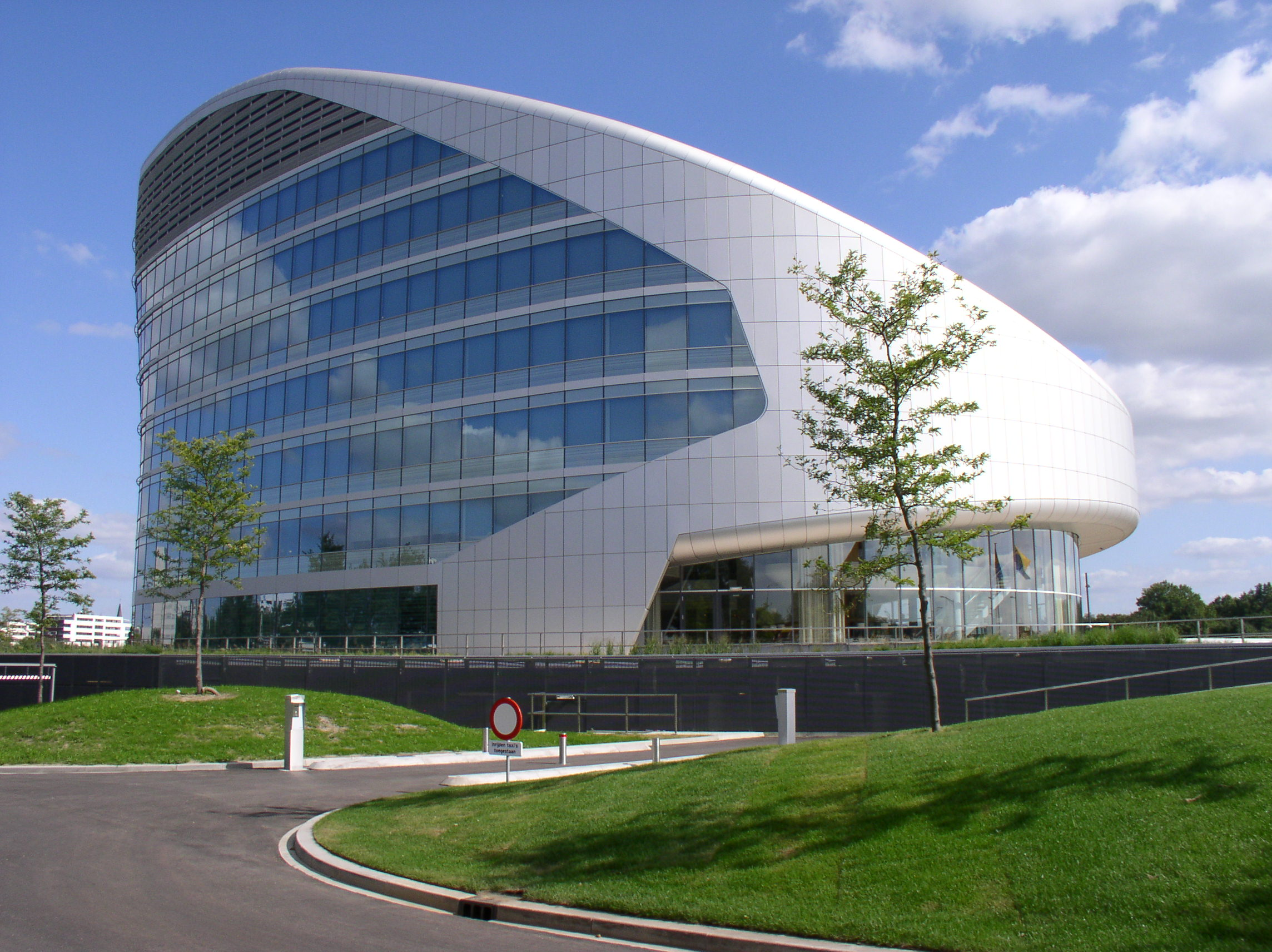
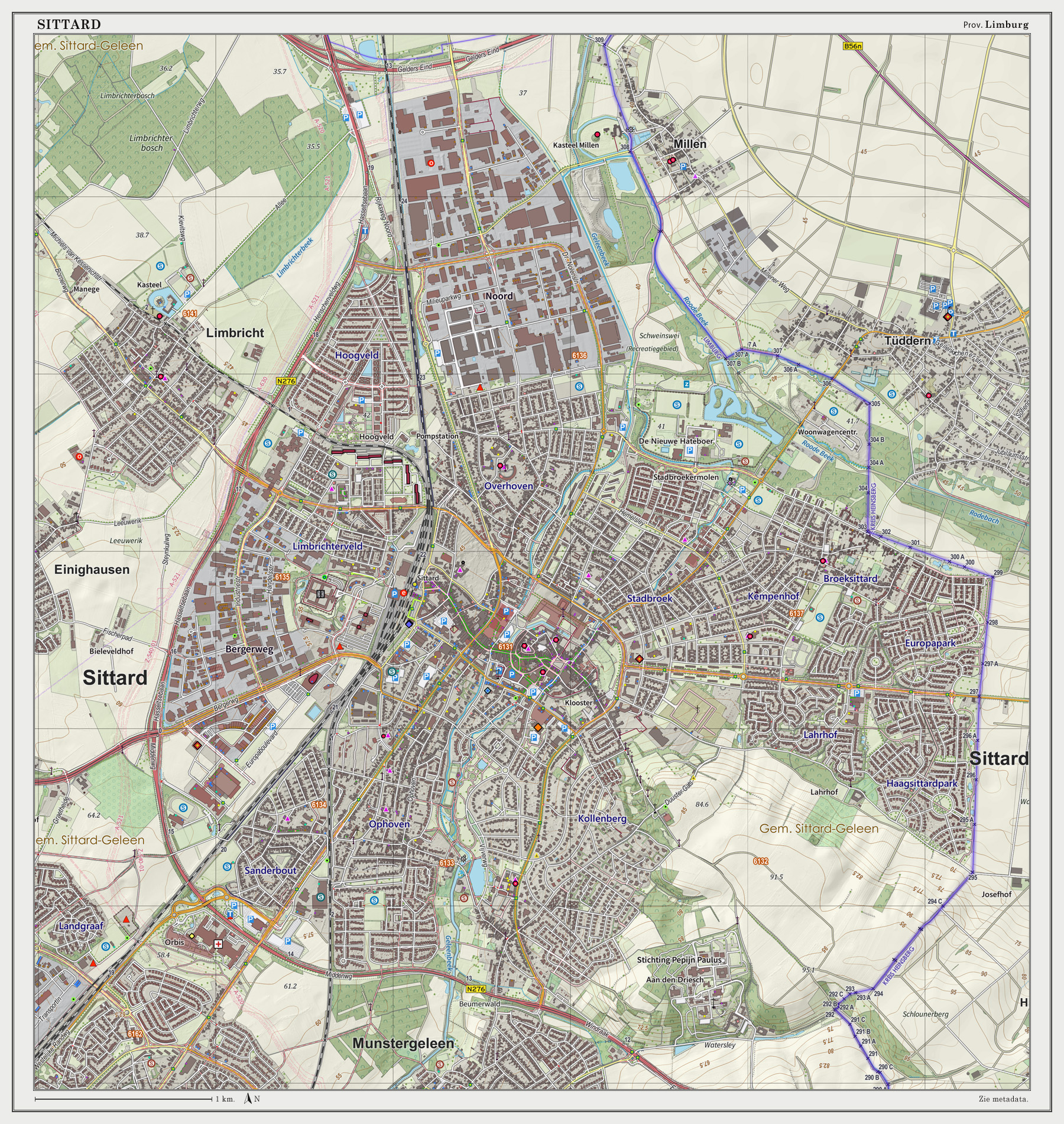
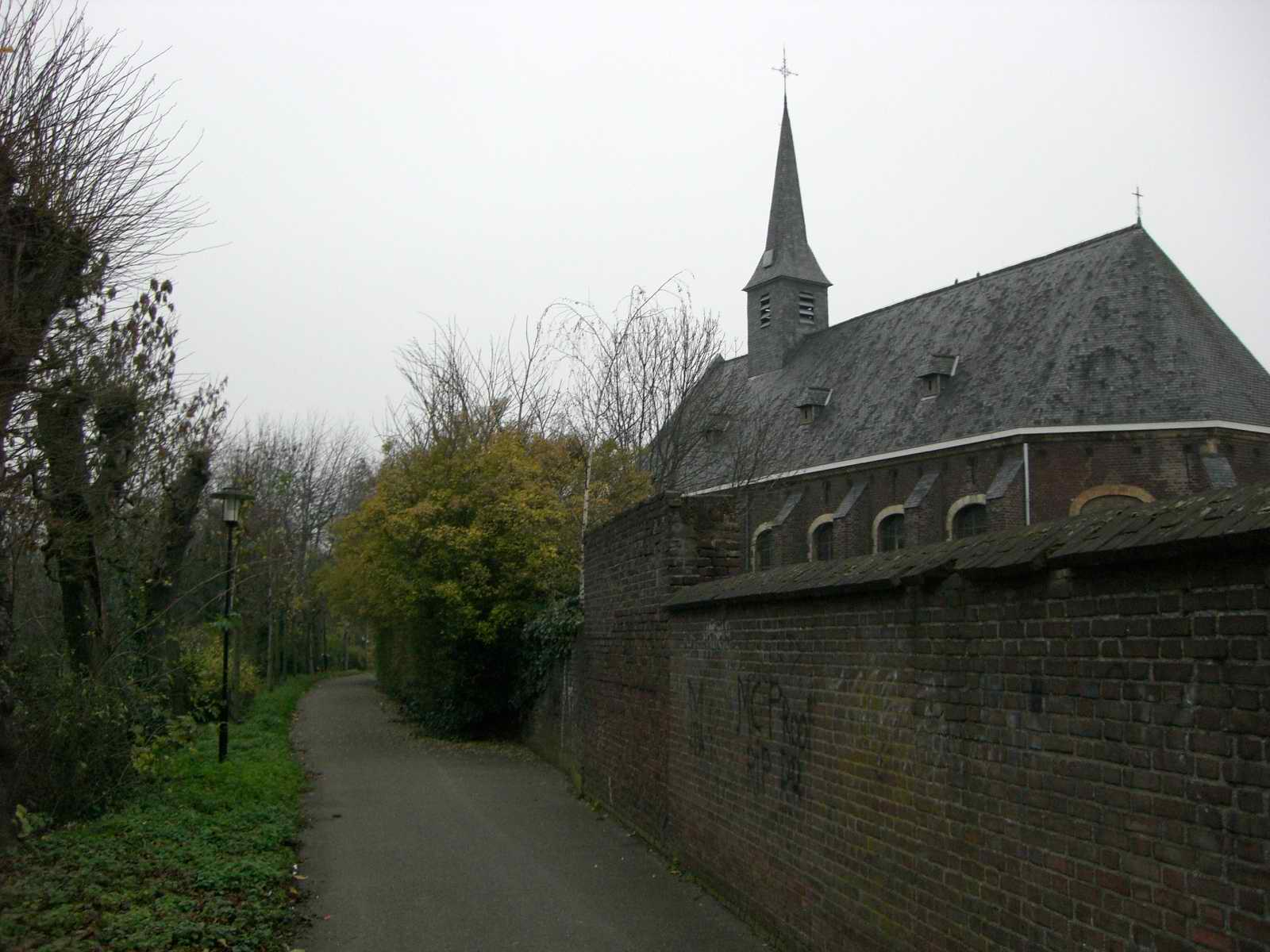
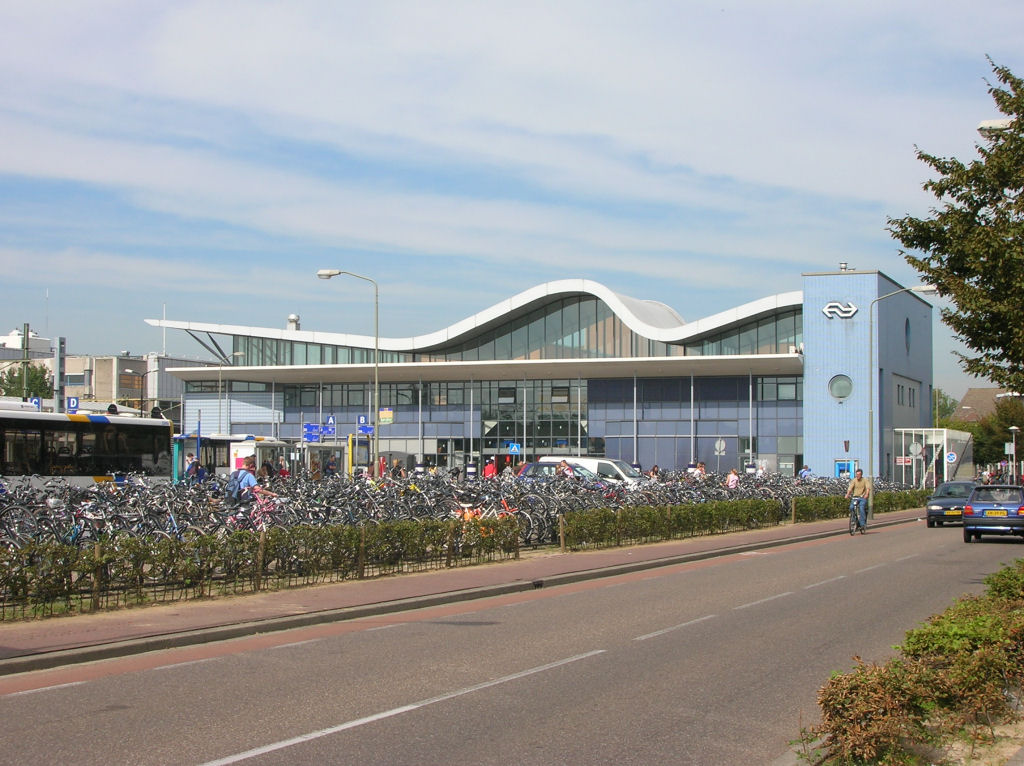

## خصوصیات
سیتارد ۳۷٫۷۳۰ نفر جمعیت دارد.

## خواهرخوانده
شهر والیفو خواهرخواندهٔ سیتارد هست.